# デ・ハビランド DH.114 ヘロン

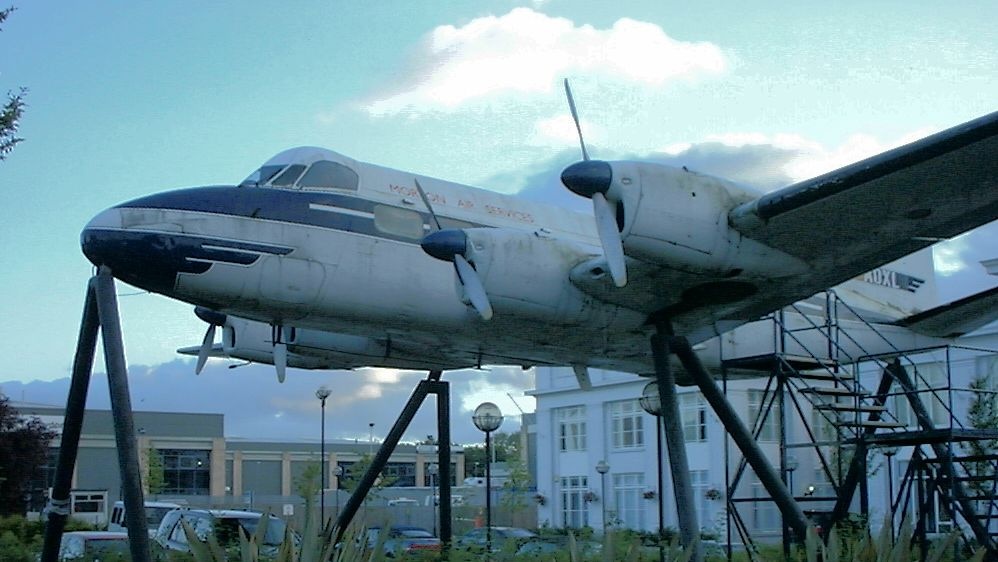
DH.114 ヘロンMk.2
（サウス・ロンドン　クロイドン空港跡）

デ・ハビランド DH.114 ヘロン (de Havilland 114 Heron) は、イギリスのデ・ハビランド (de Havilland Aircraft Company) が開発した4発レシプロ旅客機である。なお、ヘロンとは水鳥のサギの意である。

## 概要
双発機のDH.104 ダブの姉妹機で、大形化した4発機として設計された。開発は市場の動向から遅れ、生産決定は1940年代後半になってからで、DH.104 ダブよりも遅くなった。1950年5月10日に初飛行した。
機体はダブを大きくすることで、共通部品を多くすることにし、胴体を延長するとともに2機のエンジンのために翼長を延長するものとした。エンジンは4発だったが、搭載するデ・ハビランド ジプシー・クイーン30 エンジンは250馬力で非力であった。そのため1963年には、12機がカナダのSaunders社の手によってエンジンを換装して双発に改造されたSaunders ST-27と命名された機体もあった。初期生産型であるMk.1A-Dは降着装置が固定式だったが、Mk.2では引き込み式に改良され、燃料消費を減らすとともに、最高速度が向上した。
最初に引き渡された航空会社はNAC（ニュージーランド航空の前身）であった。初期生産型であるMk.1A-Dが51機生産された後、Mk.2が生産された。最終的に149機が生産され、およそ30カ国に輸出された。

### 日本のヘロン
日本においても1950年代に近距離旅客機として運用されていた。発足間もない日本航空がローカル線に使う予定でヘロン3機を購入したが、受領したときには特殊会社の日本航空となり、日本航空株式会社法第1条の規定によりローカル線の運航ができなくなったため、乗員訓練に短期間使用された。其の後、営業運航につかないまま日本ヘリコプター輸送（現在の全日本空輸）に売却、「白鷺」の愛称で東京 - 名古屋 - 大阪線と東京 - 三沢 - 札幌線で運航していた。
東亜航空（TAW、後の日本国内航空、東亜国内航空、日本エアシステム、現在は日本航空に吸収）も多くのヘロンを運用していたが、搭載するエンジンがイギリス製のため部品入手が困難となった。そこでエンジンをアメリカのコンチネンタルIO-470に換装し、「タウロン（TAWロン）」と命名し運用していた。「TAWロン」とはTAW（東亜航空）+ヘロン」の合成語である。ヘロンとタウロンの違いは、ヘロンのエンジン吸気口がプロペラの下側に付いていたのに対して、タウロンの吸気口は横側についていることが外見上最も判別しやすい特徴である。なおノーズギア（前輪）は変わらず引き込み式の改造はなされていないため、ゾウやバクの鼻のような独特の姿はそのままである。
機体を喪失する事故として1962年（昭和37年）2月23日、山口県防府市の山林に東西航空の機体が墜落。乗員3人が死亡する事故が発生したほか、1963年8月17日、八丈島にて藤田航空のヘロン（JA6155）型旅客機が、八丈島空港を離陸直後に八丈富士に墜落する航空事故が発生し、乗客・乗員19名全員が犠牲となった（藤田航空機八丈富士墜落事故）。
最後期は奄美群島の離島間路線で運用され、細々と活躍を続けていたが、東亜国内航空時代初期の1973年3月をもって引退し、日本の空から完全に姿を消した。

## 運用国

### 軍用型運用国
- セイロン
- ドイツ
- ガーナ
- イラク
- ヨルダン
- カタンガ（2015年までのコンゴ民主共和国カタンガ州、国際的未公認）
- クウェート
- マレーシア
- 南アフリカ共和国
- イギリス

### 民間用運用国
- オーストラリア
- バハマ
- バーレーン
- ベルギー
- カナダ
- コートジボワール
- デンマーク
- フィジー
- フランス
- ホンジュラス
- インド
- インドネシア
- イタリア
- ジャマイカ
- 日本
- ナイジェリア
- ニュージーランド
- ノルウェー
- プエルトリコ
- ローデシア
- サントメ・プリンシペ
- セントルシア
- シエラレオネ
- タイ
- トルコ
- イギリス
- アメリカ合衆国
- ウルグアイ

## 保存機体

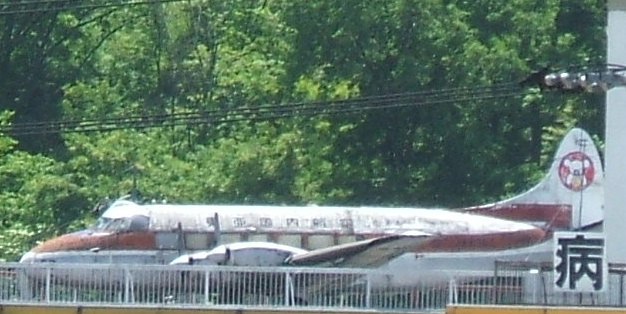
DH.114 タウロン（旧東亜国内航空のJA6162）
広島県府中市

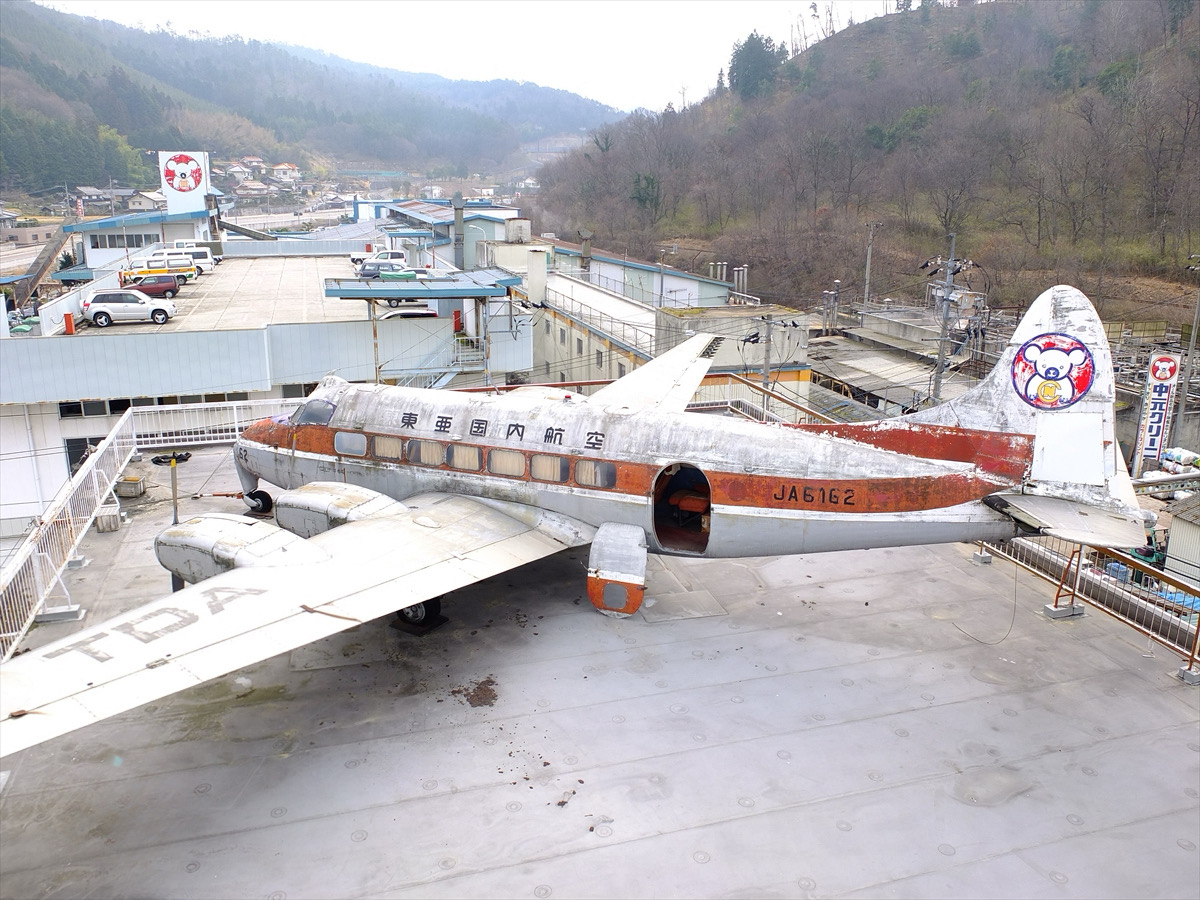
DH.114 タウロン（旧東亜国内航空のJA6162）
広島県府中市

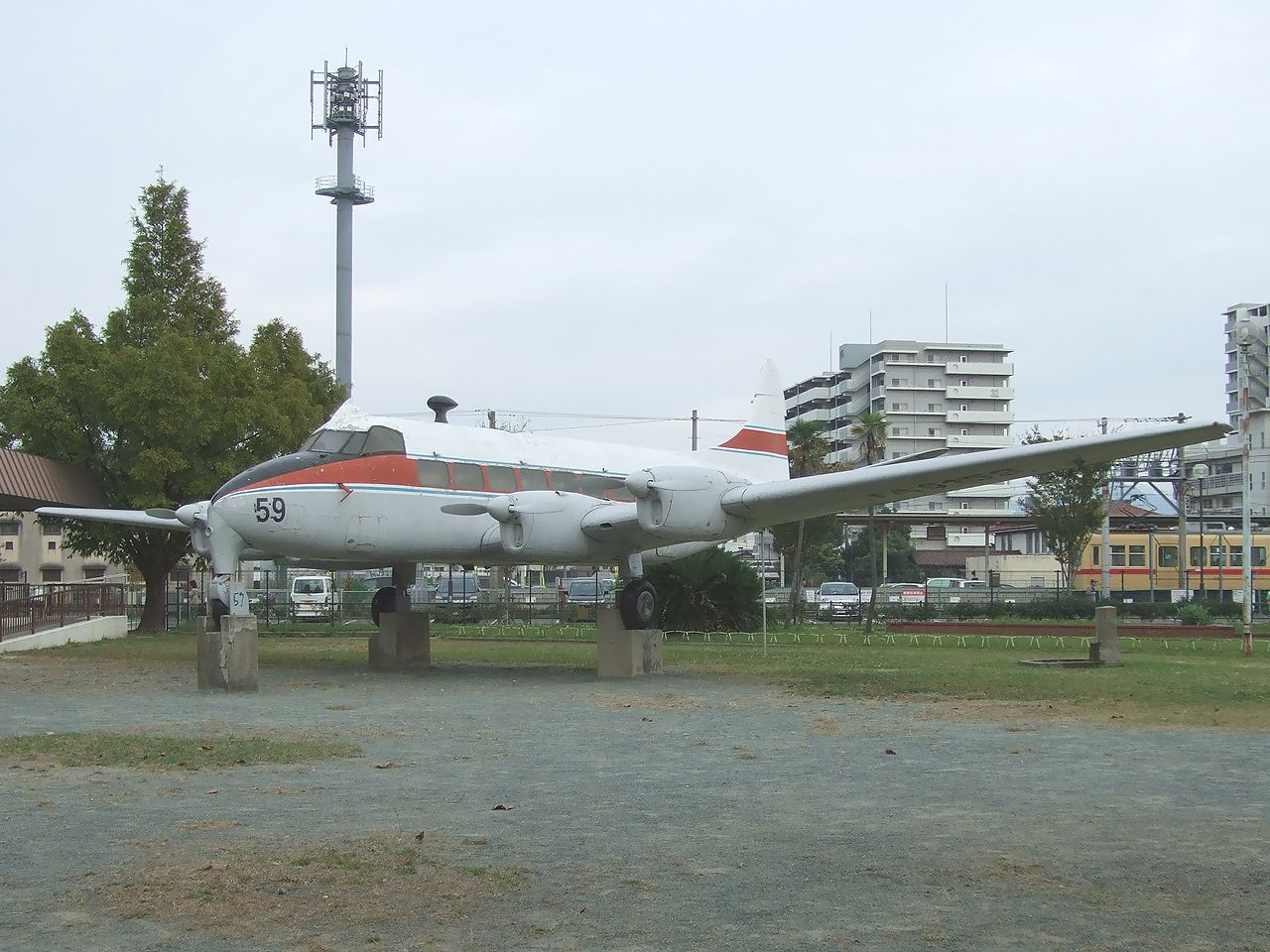
DH.114 ヘロン（旧日本国内航空のJA6159）
福岡県福岡市 貝塚公園

- マレーシアクアラルンプールのスンガイ・ベシ空港（英語版）
- アラブ首長国連邦シャールジャ、マハッタ要塞（英語版）のマハッタ博物館
- イギリスニューアーク＝オン＝トレント近郊のニューアーク航空博物館（英語版）

### 日本
日本国内で数機の引退後のヘロンとタウロンが保存展示されていた。これらのうち、JA6151、JA6152、JA6153、PK-GHRの4機は既に解体され現存せず、福岡県のヘロンと広島県のタウロンの各1機のみが日本国内で現存している。
- 東亜航空のJA6151が広島県東広島市西条町にあったドライブインの屋上
- 日本航空（旧）→日本ヘリコプター輸送→全日空→東亜航空のJA6152（タウロン）が広島県佐伯郡大野町のチチヤスハイパーク
- 全日空→日本遊覧航空（のちの藤田航空）→東亜航空のJA6153が熊本県荒尾市のグリーンランド
- 富士航空→日本国内航空のJA6159が福岡県福岡市東区の貝塚公園[3]
- 東亜国内航空のJA6162（タウロン）が広島県府中市上下町の中元クリーニング工場屋上
- ガルーダ・インドネシア航空のPK-GHRが三重県四日市市の四日市ヘルスセンター（現在の四日市温泉 おふろ café 湯守座）

貝塚公園のヘロンは設置当時「青い鳥号」の愛称があり、1969年頃はタラップで機内に入ることが可能だった。老朽化で機内への立ち入りはできなくなっており、看板や塗装の大半が失われているが、日本国内に残る唯一のヘロンである。
中元クリーニング工場屋上に設置されているタウロン(JA6162)は、尾翼のマークが所有者のものに書き換えられているものの、機体のマーキングや東亜国内航空(うっすらと東亜航空の文字も見える)という文字等がそのまま残されており、日本航空史的にも貴重な機体となっている。しかし、機体は経年の煤で汚れ、後部のドアも落下し機内の天井が陥没するなどしており、状態はかなり悪化している。塗装の塗り替えなどの措置は、ある航空専門家の助言により一切行っていないという。現在地での今後の維持は困難であり、このまま老朽化が進むと解体・廃棄が免れないのは明白であることもあり、価値ある機体の解体を避けるため、博物館・個人・自治体等による引き取りを切に希望しているということである。

## 派生型
- ヘロン 1 :　初期生産型。
  - ヘロン 1B :
- ヘロン 2 :
  - ヘロン 2A :
  - ヘロン 2B :
  - ヘロン 2C :
  - ヘロン 2D :
  - ヘロン 2E : VIP輸送型、1機製造。
- ヘロン 3 : エリザベス女王用VIP輸送型。イギリス空軍（RAF）、2機製造。
- ヘロン 4 : エリザベス女王用VIP輸送型。イギリス空軍（RAF）、1機製造。
- シーヘロン C.Mk 20 : 輸送および兵員輸送型。イギリス海軍。
- ライリー ターボ・スカイライナー :
- サンダース ST-27 : 双発型旅客機に改造
- サンダース ST-28 :
- タウロン : エンジンをアメリカ製IO-470エンジンに換装。

## 要目 (Mk 2D)
- 操縦乗員：2
- 乗客：14（最大）
- 全長：14.78 m
- 全幅：21.80 m
- 全高：4.75 m
- 自重：3,700
- エンジン：デ・ハビランド ジプシー・クイーン 30 Mk 2 × 4
- 出力：250HP
- 最大速度：295km/h
- 航続距離：1,473 km
- 最大上昇限界高度：5600m